# Tachinus atripes
Tachinus atripes är en skalbaggsart som beskrevs av J. Sahlberg 1876. Tachinus atripes ingår i släktet Tachinus, och familjen kortvingar. Arten är reproducerande i Sverige.